# Каргалы (Тюменская область)
Каргалы — село в Викуловском районе Тюменской области России. Административный центр Каргалинского сельского поселения.

## География
Село находится в восточной части Тюменской области, в таёжной зоне, в пределах юго-западной части Западно-Сибирской низменности, на левом берегу реки Ишим, на расстоянии примерно 26 км (по прямой) к северо-северо-востоку (NNE) от села Викулово, административного центра района. Абсолютная высота — 64 м над уровнем моря.
Климат
Климат континентальный с суровой холодной зимой. Годовое количество осадков — 417 мм. Средняя температура января составляет −18,9 °C, июля — +18 °C. Продолжительность периода с устойчивым снежным покровом — 161 день.
Часовой пояс
Село Каргалы, как и вся Тюменская область, находится в часовой зоне МСК+2. Смещение применяемого времени относительно UTC составляет +5:00.

## Население
| 2010 |
| ---- |
| 832  |

Половой состав
По данным Всероссийской переписи населения 2010 года, в половой структуре населения мужчины составляли 46,4 %, женщины — соответственно 53,6 %.
Национальный состав
Согласно результатам переписи 2002 года, в национальной структуре населения русские составляли 99 % из 899 чел.

## Улицы
| - ул. Береговая, - ул. Горького, - ул. Клубная, - ул. Кооперативная, | - пер. Котельный, - ул. Кузнечная, - ул. Куликовская, - ул. Лесная, | - ул. Мира, - ул. Новая, - ул. Озёрная, - ул. Рабочая, | - ул. Свердлова, - ул. Советская, - пер. Советский, - ул. Школьная. |